# 桂超然
桂超然（1976年1月8日—），中国女子排球运动员，中国国家女子排球队成员。她曾代表中国参加2000年夏季奥运会女子排球比赛，最终获得第5名。